# Évacuation sanitaire
Pour les articles homonymes, voir Évacuation.
 (décembre 2018).
Si vous disposez d'ouvrages ou d'articles de référence ou si vous connaissez des sites web de qualité traitant du thème abordé ici, merci de compléter l'article en donnant les références utiles à sa vérifiabilité et en les liant à la section « Notes et références ».

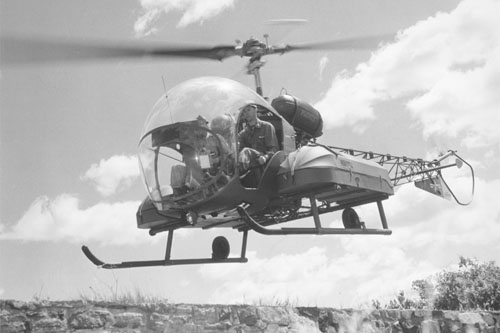
Hélicoptère Bell 47 (H-13G) de l'US Army en Corée du Sud dans les années 1950. Durant la guerre de Corée, on vit la première utilisation intensive de ces ambulances volantes.

Une évacuation sanitaire ou médicale, abrégé en evasan ou medevac, est l'extraction par une unité aérienne (hélicoptère, avion), terrestre (ambulance) ou navale d'une personne souffrant d'un problème de santé.
Le terme est essentiellement utilisé dans le cadre militaire. Mais on utilise aussi le terme dans le civil, dès que l'évacuation dépasse les « distance raisonnables » des pays industrialisés. Le terme evasan est notamment utilisé pour l'évacuation d'un touriste victime d'un accident ou d'une maladie, dans un pays où les conditions de prise en charge ne sont pas optimales, vers son pays d'origine.

## Medevac, casevac

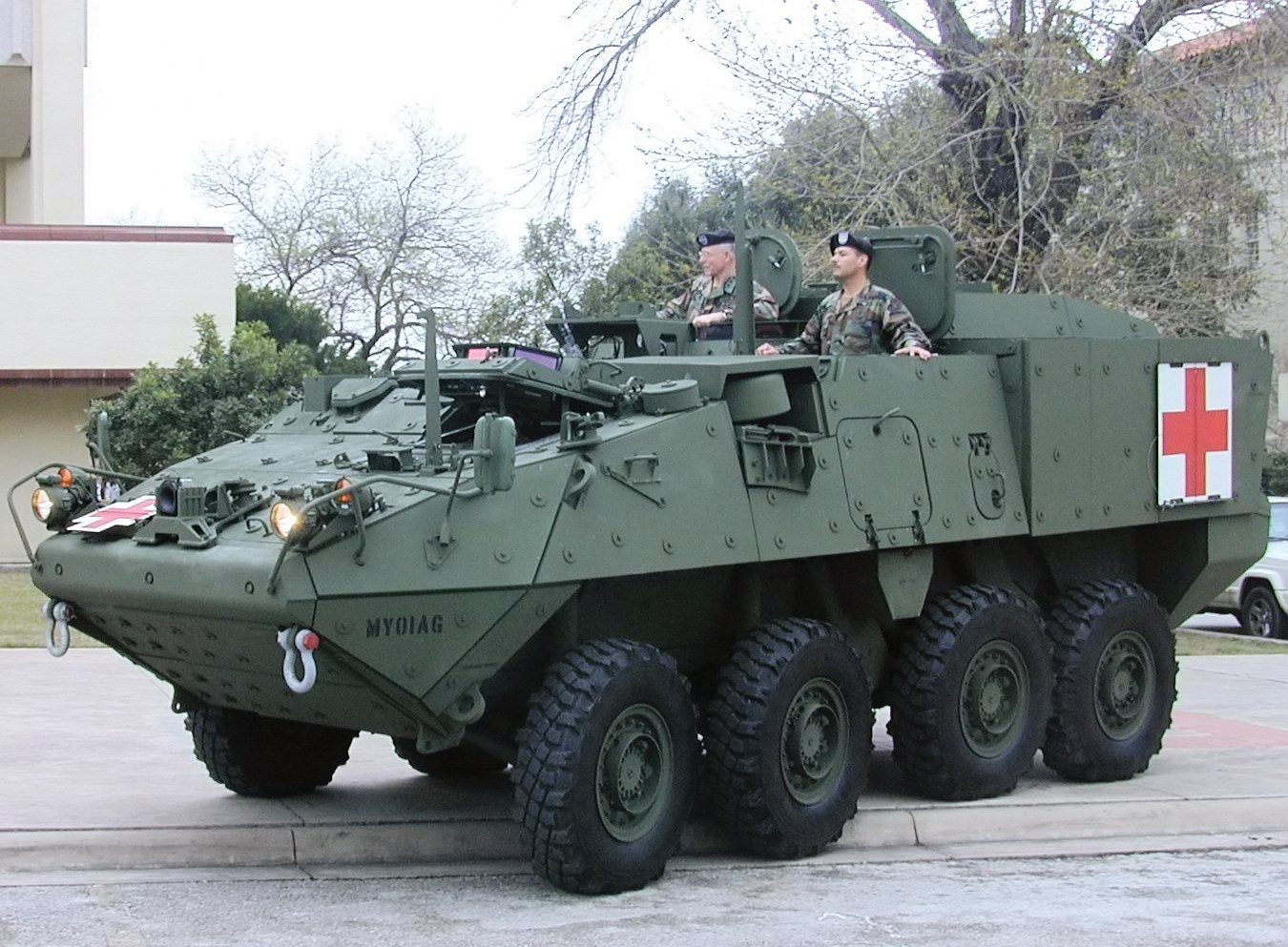
Un medevac terrestre Stryker de l’US Army en 2003

Le terme medevac est l'abréviation du terme anglais medical evacuation ; ce terme est la traduction anglaise d'evasan. Les anglophones distinguent les notions de medevac et de casevac, abréviation de casualty evacuation (évacuation de victime) : une casevac est une évacuation effectuée avec un moyen non-médicalisé. Dans le cadre d'une zone de combat, les Conventions de Genève imposent que les moyens sanitaires (ambulances) soient identifiés par une Croix-rouge ou équivalent (croissant-rouge, cristal-rouge) et ne soient pas armés, et interdisent de les prendre pour cible, ce qui est le cadre d'une medevac ; à l'inverse, une casevac se fait avec n'importe quel véhicule, celui-ci ne possède pas de marquage et peut être armé, il peut donc être potentiellement pris pour cible.
Le terme medevac est parfois utilisé pour désigner l'unité médicale chargée de l'évacuation, voire le véhicule ; c'est dans ce sens qu'il est utilisé en français. Il peut s'agir d'une unité aérienne (hélicoptère, avion), terrestre (ambulance) ou navale (navire-hôpital) dont l'objectif est d'évacuer les personnes blessées au champ de bataille ou lors d'un accident.
L'US Army a été la pionnière de cette technique de sauvetage durant la campagne de Birmanie lors de la fin de la Seconde Guerre mondiale. Ils avaient en effet établi des hôpitaux de campagne semi-permanents immédiatement derrière la ligne de front, ce qui permit aux soldats américains blessés au combat de recevoir un traitement médical complet après seulement un court vol en hélicoptère.

Symboles ornant les moyens sanitaires en zone de combat
Croix-Rouge
Croissant-Rouge
Cristal-Rouge

## Types d'évacuations et leurs modes

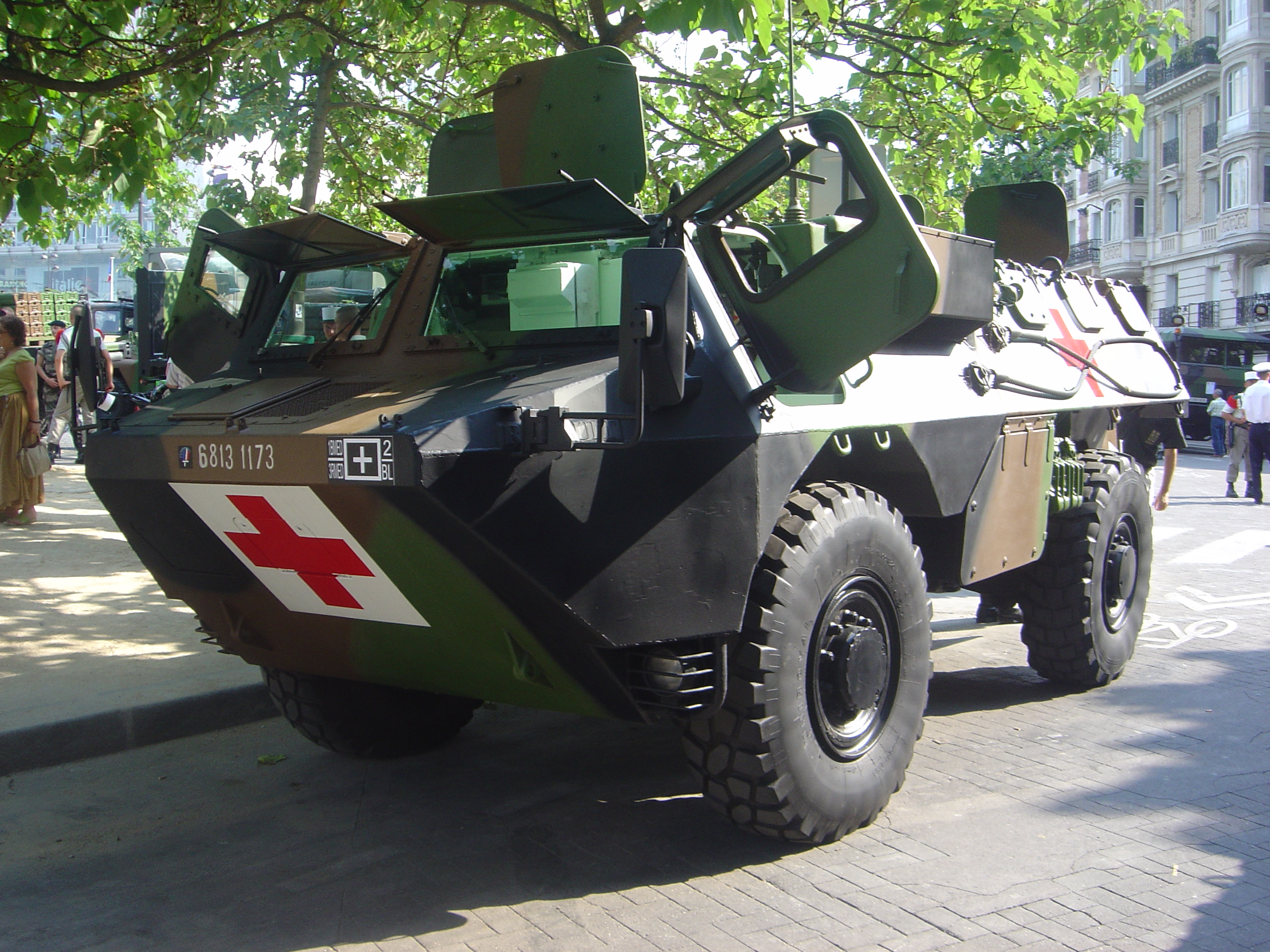
Un Véhicule de l'avant blindé sanitaire de l’armée de terre française le 14 juillet 2005. Il est entré en service en 1981.

On distingue les evasan opérationnelles selon la distance à parcourir :
- evasan tactique : l'évacuation se fait sur le théâtre des opérations, par exemple évacuation vers un hôpital de campagne ;
- evasan stratégique : dans le cas d'une opération extérieure (opex), l'évacuation se fait hors du théâtre des opérations extérieures (TOE), typiquement vers le pays d'origine.

Par ailleurs, l'évacuation peut être :
- une evasan primaire : transport depuis le lieu de survenue de l'accident/de la maladie vers une structure d'accueil ; degré d'urgence élevé ;
- une evasan secondaire : transfert d'une structure d'accueil isolée vers une structure de technicité supérieure ; degré d'urgence élevé ou modéré ;
- une evasan tertiaire : transfert entre deux structures de technicité équivalente ; degré d'urgence faible.

L'evasan primaire est en général une evasan tactique : il s'agit d'évacuer le blessé depuis le nid de blessés vers un hôpital de campagne proche du lieu de combat. Cette évacuation peut se faire par tous moyens, selon l'accessibilité et les vecteurs disponibles, essentiellement :
- par la route (véhicule, ambulance) ;
- par voie navigable (bateau) ;
- par hélicoptère.

À l'hôpital de campagne, il reçoit les soins chirurgicaux minimaux : sécurisation des voies aériennes (notamment drainage des plèvres), arrêt des grandes hémorragies, parage des plaies (nettoyage, enlèvement des tissus nécrosés), alignement des fractures et mesures générales de réanimation. Si la gravité l'impose, il doit ensuite être évacué vers une structure en dur ; cette structure est nécessairement loin du front pour être sure, l’évacuation est donc nécessairement aérienne pour des raisons de rapidité et de confort. Soit il existe une structure « amie » proche et de technicité suffisante, il s'agit alors d'une evasan tactique secondaire ; soit le blessé est évacué vers son pays d'origine, il s'agit alors d'une evasan stratégique.
Une evasan stratégique se fait en général en trois norias :
- boucle amont : transport entre l'hôpital de campagne et l'aéroport d'embarquement (evasan tactique) ;
- grande boucle : vol vers le pays d'accueil ;
- boucle aval : transport entre l'aéroport de débarquement et l'établissement hospitalier (en général un hôpital militaire).

## Régulation médicale d'une evasan
Une evasan présente de nombreuses contraintes :
- état du patient bien évidemment ;
- disponibilité des moyens de transport (en général aérien) ;
- contexte : accessibilité et sécurisation du lieu d'embarquement (aéroport), problèmes diplomatiques (survol de territoires), météorologiques, escales techniques nécessaires.

Rappelons qu'une evasan stratégique comporte une boucle tactique amont (entre l'hôpital de campagne et l'aérodrome), une grande boucle (vol vers le pays d'origine) et une boucle aval (transport vers le centre hospitalier). Il faut donc prévoir les trois moyens de transport, la structure d'arrivée, mettre en mouvement les moyens, en limitant les temps morts entre les norias (ruptures de charge) — le bon patient au bon endroit et au bon moment, disait le Dr Trunkey, auquel il faut ajouter le bon vecteur. La coordination entre les différents acteurs, et donc la régulation, est donc un point capital ; ces acteurs sont :
- le médecin régulateur, dans la salle de régulation ; dans le cas de l'évacuation d'un civil, il peut s'agir d'un médecin d'une Compagnie d'assistance, ou bien d'un médecin du service d'aide médicale urgente (samu en France) ;
- le demandeur : médecin ou chirurgien de l'hôpital de campagne ;
- les convoyeurs, et en particulier le moyen aérien ;
- le receveur, service concerné de l'hôpital militaire de destination, dont il faut prévenir le chef de service, voire le chef d'établissement si le nombre de blessés admis est important (problème similaire à un plan blanc civil).

Le problème de la régulation médicale est donc double :
- prendre une décision rapide, puisqu'il s'agit d'une urgence ;
- mais prendre une décision adaptée : une fois l'avion parti, avec le personnel et le matériel, il est trop tard pour modifier l'équipe ; par contre le médecin régulateur peut changer la destination si l'état du patient l'exige.

Le problème se pose lorsqu'un pays doit faire évacuer un ressortissant patient hospitalisé à l'étranger. Les différents acteurs sont alors :
- le ministère des Affaires étrangères des pays d'origine et de destination ;
- Le transporteur privé, en général lié à une compagnie d'assurances ;
- le service de santé des compagnies aériennes et de l'aéroport destinataire ;
- Les autorités sanitaires des pays concernés.

## Évacuation sanitaire aérienne

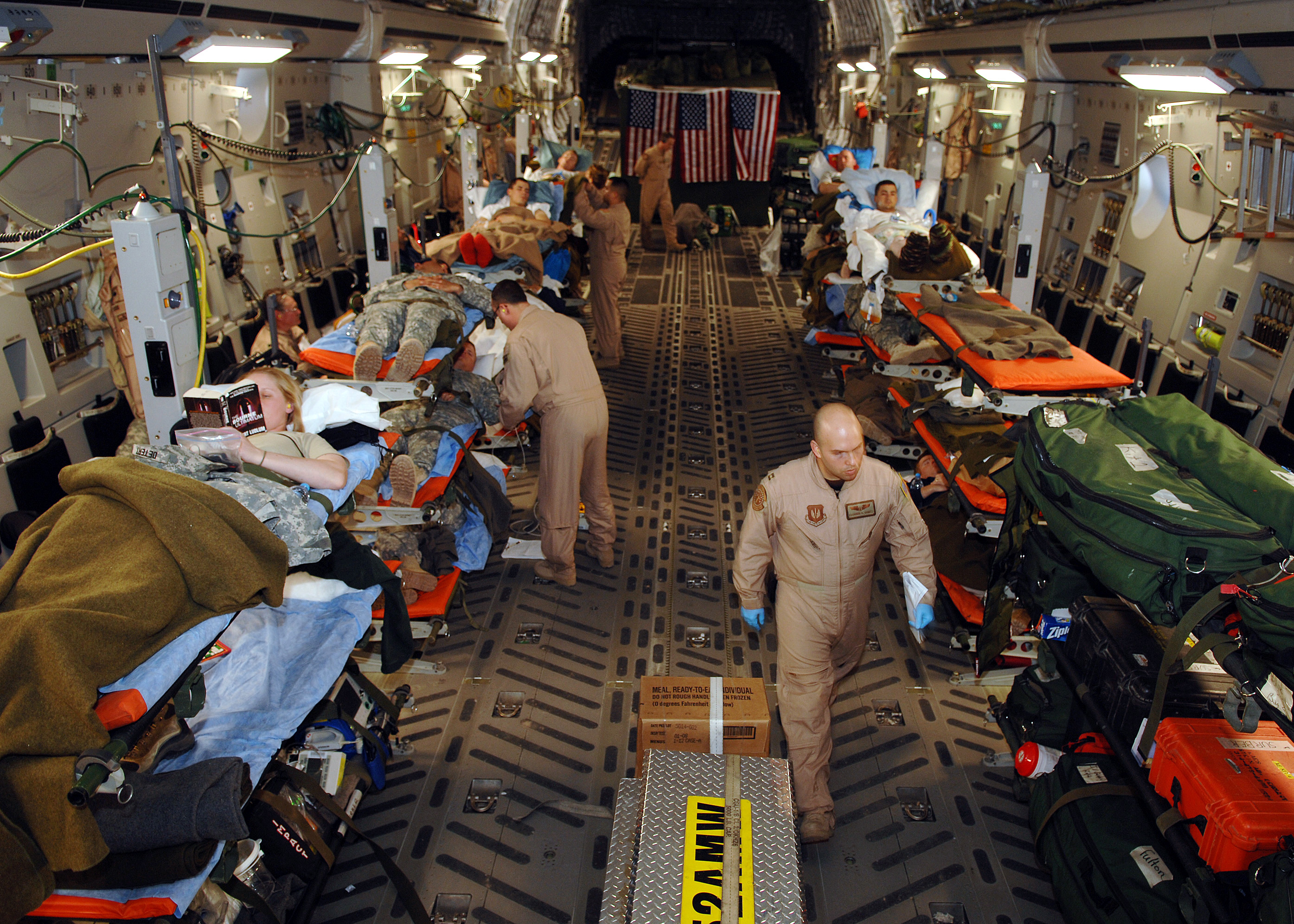
Soute d'un McDonnell Douglas C-17 Globemaster III de l'USAF utilisé pour l'évacuation sanitaire durant la guerre d'Irak.

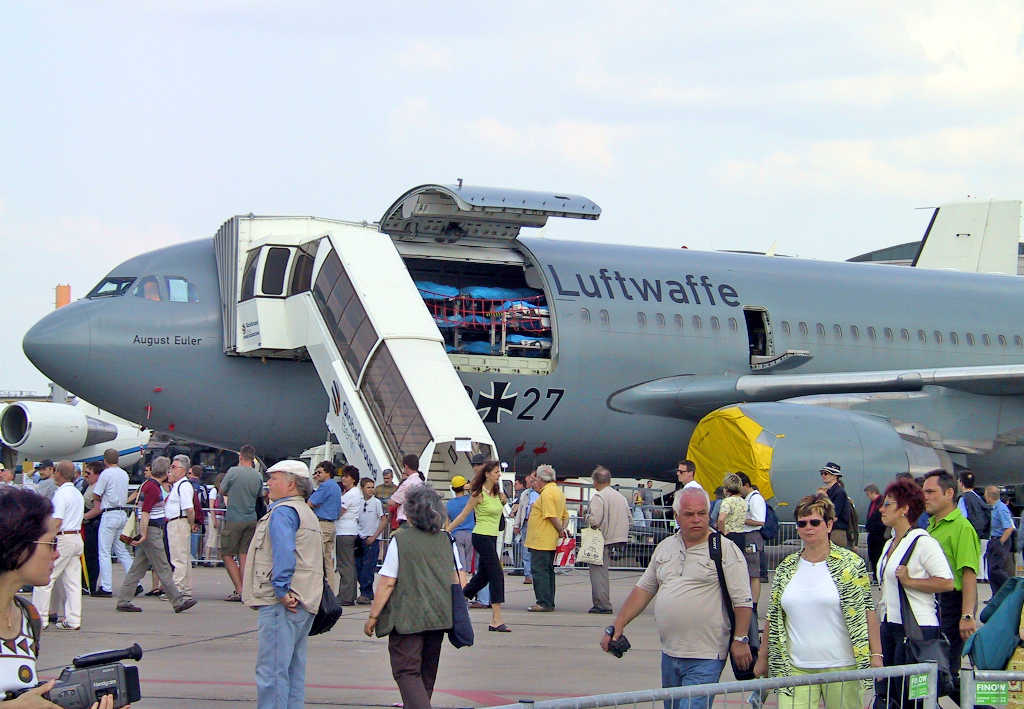
Airbus A310 MRTT d'évacuation sanitaire aérienne de la Deutsche Luftwaffe.

Une évacuation sanitaire aérienne est l'extraction par avion ou hélicoptère d'une personne ayant été accidentée, blessée ou souffrant d'un problème de santé.
Dans l'armée française, les termes Evasan et Rapasan ont longtemps été utilisés pour différencier le degré d'urgence.
Depuis le début des années 2000 et conformément au Stanag 3204, le seul terme officiel est Strategic AeroMedical Evacuation ou Strat-AE. Le terme Medevac est fréquemment utilisé comme substitut.
Le degré d'urgence de la mission est alors exprimé par la priorité qui lui est donné et au délai de décollage du vecteur devant réaliser la mission (Stanag 3204, 8e édition) :
- P1 = Urgent : patient  dont  l’évacuation  doit  être  réalisée  dans  un  délai de douze heures. Il s’agit de blessés nécessitant un traitement non accessible sur place, dont le pronostic vital ou fonctionnel est compromis en l’absence d’évacuation.
- P2 = Prioritaire : patient dont l’évacuation doit être réalisée dans un délai de vingt-quatre heures. Il s’agit de blessés stabilisés mais dont le traitement n’est pas terminé.
- P3 = Routine : patient  dont  l’évacuation  n’est  pas  soumise  à  un  délai particulier. Il s’agit de patients dont le traitement définitif a été réalisé, mais qui ne peuvent poursuivre leur mission sur place ou qui relèvent d’un traitement spécifique, non urgent, non réalisable sur place.

## Organisation selon les pays

### En France
Le service de santé des armées (SSA) a mis en place un dispositif santé de veille opérationnelle (DSVO). La régulation evasan est réalisée sous commandement du médecin régulateur (MR) et de l'infirmier convoyeur de l'armée de l'air, à l'état-major opérationnel santé à Balard, Paris.
L'autorité médicale du théâtre d'opérations extérieures est le chef de santé, ou ComSanté. Le décideur aéronautique est le Cabinet du ministre de la Défense, État-major des armées.
Les evasans stratégiques se font en 2007 avec les moyens suivants :
- pour les evasans individuelles, avec des Falcon 900 (un blessé) ou  Falcon 2000 (deux blessés) de l'Escadron de transport 60, médicalisables en deux heures ;
- pour les evasans collectives, avec des Airbus A340 (25 blessés) médicalisable en 6 à 12 h, des Airbus A310 (18 blessés), des Hercules C-130, des Transall C-160 (30 blessés), ou avec des avions Morphée[3],[4] (« Module de réanimation pour patients à haute élongation d’évacuation, », des Boeing C-135, 6 à 12 blessés).

Les hôpitaux de destination à Paris sont les hôpitaux d'instruction des armées (HIA). Pour une evasan unique, il s'agit des HIA parisiens : HIA Bégin à Saint-Mandé (Val-de-Marne), HIA Percy à Clamart (Hauts-de-Seine). En effet, les Falcon atterrissent à Villacoublay, la boucle aval est alors assurée par le réseau des ambulances médicalisées de la brigade de sapeurs pompiers de Paris (BSPP).
Les civils utilisent le réseau des SAMU et les compagnies d'assistance pour ce qui concerne pour la régulation selon le statut du patient et les compagnies privées d'avionneurs ou publiques dont l'Armée de l'air.
Les contrôleurs aériens français savent si un vol est une évacuation sanitaire et doivent dans la mesure du possible leur donner la priorité par rapport aux autres vols.